# Bus:Stop Krumbach
BUS:STOP Krumbach est un projet d'architecture international pour sept arrêts du bus régional dans la communauté Bregenzerwald en Vorarlberg.

## Histoire
En 2010, alors que l'on discutait de la nécessité de reconstruire les arrêts de bus, le club culturel de Krumbach (kultur krumbach) s'est décidé de lancer un projet innovant. On voulait combiner la mobilité du quotidien avec la culture de construction traditionnelle ainsi que moderne. En coopération avec le centre d'architecture de Vienne et l'institut d'architecture de Vorarlberg, sept bureaux d'architectes internationaux ont été invités à aménager sept arrêts de bus. Ceux-ci ont ensuite été fabriqués et installés par des architectes locaux, des artisans locaux et des habitants. 

## Prix
Le projet BUS:STOP Krumbach a remporté plusieurs prix, dont le prix spécial du prix national autrichien d'architecture et le prix national autrichien de communication et relations publiques (Adwin 2015). En outre, le projet a reçu le prix à titre de "client des architectes 2014" du prix international Iconic Award et le prix d'innovation du tourisme du Vorarlberg en 2014.  

## Les arrêts de bus
| N° | Objet d'art                     | Architecte                                               | Architecte partenaire                        | Statique                     | Artisans | Sponsor principal              | Description |
| -- | ------------------------------- | -------------------------------------------------------- | -------------------------------------------- | ---------------------------- | --- | ------------------------------ | --- |
| 1  | Arrêt de bus Krumbach-Zwing     | Smiljan Radic, Chili                                     | Bernardo Bader                               | Mader Flatz (Brégence)       | Felder Metall (Andelsbuch), Atelier de bois Markus Faißt (Hittisau), Oberhauser & Schedler Bau (Andelsbuch), Ferblantier Manfred Baldauf (Doren)                                        | Morscher Bau (Mellau)          | L'arrêt est une référence au Bregenzerwälder Bauernstube. L'architecte voulait transférer l'effet de l'intimité du Bauernstube à l'arrêt de bus. C'est un pavillon de verre avec un plafond à caissons en béton noir. Deux fauteuils en bois de style rural servent de sièges.                                                           |
| 2  | Arrêt de bus Unterkrumbach Nord | Ensamble Studio, Antón García-Abril/Débora Mesa, Espagne | Dietrich/Untertrifaller Architekten          | Mader Flatz (Brégence)       | Charpenterie Gerhard Berchtold (Schwarzenberg) | Hypo Vorarlberg                | Pour l'arrêt de bus, des planches de chêne brut ont été empilées les unes sur les autres. L'arrangement des planches crée à lui seul un espace protégé et ouvert. Les planches ne sont pas du tout traitées et le vieillissement du bois donne un effet très spécifique.                                                                 |
| 3  | Arrêt de bus Unterkrumbach Süd  | Architecten De Vylder Vinck Taillieu, Belgique           | Thomas Mennel (MeMux Schwarzenberg)          | gbd (Dornbirn)               | Waldmetall Dietmar Bechter (Hittisau), Haller Bau (Sulzberg), Peinture Raid (Krumbach)                                                                                                  | EHG Stahl Metall (Dornbirn)    | Cet arrêt de bus veut exprimer l'image des automobiles qui surmontent les cols alpins. Selon les architectes, la construction métallique avec sa forme triangulaire représente « l'acte poétique du pliage des surfaces triangulaires. »                                                                                                 |
| 4  | Arrêt de bus Krumbach-Glatzegg  | Wang Shu/Lu Wenyu (Amateur Architecture Studio), Chine   | Hermann Kaufmann (Schwarzach)                | Merz Kley Partner (Dornbirn) | Charpenterie Kaufmann (Reuthe), Haller Bau (Sulzberg), Ferblantier Manfred Baldauf (Doren)                                                                                              | Sutterlüty (Egg)               | À cet arrêt de bus, une fenêtre dans le mur arrière encadre la vue sur les montagnes et les villages. Ils voulaient parvenir à une perception ciblée du paysage, qui est toujours plus importante dans leurs projets que le bâtiment lui-même.                                                                                           |
| 5  | Arrêt de bus Krumbach-Kressbad  | Rintala Eggertsson Architects, Norvège                   | Baumschlager Hutter Partners                 | Mader Flatz (Brégence)       | Menuiserie Steurer avec artisans de Krumbach, Bardeaux Peter Lässer (Lingenau), Peinture Raid (Krumbach), Musikverein Krumbach, Offroader Krumbach                                      | I+R Schertler Bau (Lauterach)  | L'arrêt de bus se trouve directement à côté d'un court de tennis. Cela a permis à l'équipe d'architectes d'ajouter un service supplémentaire à l'espace d'attente : une petite tribune pour le court de tennis. |
| 6  | Arrêt de bus Oberkrumbach       | Alexander Sawwitsch Brodski, Russie                      | Hugo Dworzak (Architekturwerkstatt Lustenau) | Merz Kley Partner (Dornbirn) | Charpenterie Gerhard Bilgeri (Riefensberg), Ferblantier Manfred Baldauf (Doren), Oberhauser & Schedler Bau (Andelsbuch), Peinture Raid (Krumbach), Raum in Form Raimund Fink (Krumbach) | Rhomberg Gruppe (Brégence)     | L'arrêt de bus est situé sur le reste d'un terrain qui est autrement couvert d'une maison individuelle. L'architecte a construit une tour en bois très simple sur ce site. Il est ouvert sur tous les côtés, avec trois côtés vitrés. À l'aide d'une table et d'un banc, l'architecte veut rendre le séjour aussi agréable que possible. |
| 7  | Arrêt de bus Krumbach-Bränden   | Sou Fujimoto, Japon                                      | Bechter Zaffignani Architekten (Brégence)    | gbd (Dornbirn)               | Eberle Metall Exclusiv (Hittisau), Malerei Raid (Krumbach), Zimmerei Gerhard Berchtold (Schwarzenberg), Haller Bau (Sulzberg)                                                           | Illwerke/VKW-Gruppe (Brégence) | Cet arrêt de bus veut promouvoir le dialogue avec la nature. Il est constitué de fines barres d'acier peintes en blanc. À l'intérieur de cette sculpture ouverte, un escalier s'enroule vers le haut. |

## Liens web
- Site officiel du village Krumbach
- http://www.laboiteverte.fr/arrets-bus-grands-architectes/
- (de) « Haltestellen Krumbach : Wartehüsle », sur worry about it later, 10 août 2017 (consulté le 29 décembre 2023)
- (de) « Architekturprojekt BUS : STOP - Bitte warten (Smiljan Radic, Ensamble Studio,… », sur thelink.berlin (consulté le 31 décembre 2023)